# Gionata Mingozzi
Gionata Mingozzi (Ravenna, 29 dicembre 1984 – Campagna Lupia, 15 luglio 2008) è stato un calciatore italiano, di ruolo centrocampista.

## Carriera
Inizia con il Ravenna, squadra della sua città, in Eccellenza, nella stagione 2001-2002. Con i romagnoli gioca anche un Campionato Dilettanti e un campionato di C2. Nel 2004-2005 sfiora la promozione in Serie A con il Perugia, collezionando 14 presenze in Serie B.
Nel 2005-2006 è acquistato dalla Sampdoria, con cui esordisce in Serie A il 26 febbraio 2006 (Siena-Sampdoria 1-0), per poi scendere in campo in un'altra partita.
Nell'estate del 2006 è girato in prestito al Lecce, appena retrocesso in Serie B, ma non riesce a collezionare molte presenze con il tecnico Zdeněk Zeman. Con l'arrivo del nuovo allenatore Giuseppe Papadopulo Mingozzi, in procinto di passare al L.R. Vicenza in gennaio, decide di restare al Lecce ed è schierato più spesso in campo.
Nell'estate del 2007 passa al Treviso in comproprietà con la Sampdoria. In Veneto disputa 17 partite, la comproprietà venne confermata anche per l'anno seguente.

## Morte
La mattina del 15 luglio 2008, mentre stava recandosi al raduno della sua squadra per le visite mediche di inizio stagione a bordo della sua Porsche Cayman ha perso il controllo della vettura e si è schiantato contro il rimorchio di un autoarticolato. Nonostante i pronti soccorsi degli automobilisti e l'arrivo delle ambulanze dall'ospedale di Mestre, Mingozzi è morto per i gravi traumi riportati.

## Palmarès

### Club

#### Competizioni nazionali
- Serie D: 1

Ravenna: 2002-2003

#### Competizioni regionali
- Eccellenza: 1

Ravenna: 2001-2002